# Liste der Kulturdenkmale in Epenwöhrden
In der Liste der Kulturdenkmale in Epenwöhrden sind alle Kulturdenkmale der schleswig-holsteinischen Gemeinde Epenwöhrden (Kreis Dithmarschen) und ihrer Ortsteile aufgelistet (Stand: 10. März 2025).

## Legende
In den Spalten befinden sich folgende Informationen:
- Objekt-ID: die Nummer des Kulturdenkmales
- Lage: die Adresse des Kulturdenkmales und die geographischen Koordinaten. Kartenansicht, um Koordinaten zu setzen. In der Kartenansicht sind Kulturdenkmale ohne Koordinaten mit einem roten Marker dargestellt und können in der Karte gesetzt werden. Kulturdenkmale ohne Bild sind mit einem blauen Marker gekennzeichnet, Kulturdenkmale mit Bild mit einem grünen Marker.
- Offizielle Bezeichnung: Bezeichnung des Kulturdenkmales
- Beschreibung: die Beschreibung des Kulturdenkmales
- Bild: ein Bild des Kulturdenkmales

## Bauliche Anlagen
| Objekt-ID      | Lage                                         | Offizielle Bezeichnung     | Beschreibung | Bild                             |
| -------------- | -------------------------------------------- | -------------------------- | --- | -------------------------------- |
| 12367 Wikidata | Dusenddüwelswarf (54° 7′ 34″ N, 9° 3′ 21″ O) | Dithmarscher Landesdenkmal | Die Dusenddüwelswarf (plattdeutsch für: „Tausendteufelswarft“) ist eine Warft in Dithmarschen und Standort des zentralen Landesdenkmals. Das Denkmal, das an die Schlacht bei Hemmingstedt (1500) erinnern soll, wurde vom Kieler Architekten Wilhelm Voigt (* 1857; † 1916) entworfen und am 17. Februar 1900 eingeweiht. Alteintragung (Aktualisierung vorgesehen) - Begründung: geschichtlich, künstlerisch - Schutzumfang: gesamtes Objekt - Denkmaltyp: Bauliche Anlage | weitere Fotos \| Fotos hochladen |
| 2805           | Schulstraße 1 (54° 6′ 46″ N, 9° 3′ 15″ O)    | ehem. Schule               | ehem. Schule; 1938/39; von Arch. Lorenzen, freistehender, eingeschossiger, symmetrischer vierzehnachsiger Sichtziegelbau mit steilem Walmdach, spitz übergiebeltem Mittelrisalit mit Portal und Freitreppe; ostseitig zwei figurale Fassadenreliefs aus Terracotta - Begründung: geschichtlich, wissenschaftlich, künstlerisch - Schutzumfang: ehem. Schule, - Denkmaltyp: Bauliche Anlage                                                                                   | BW                               |

## Quelle
- Liste der Kulturdenkmale in Schleswig-Holstein – Kreis Dithmarschen (PDF)

- Karte mit allen Koordinaten:
- OSM |
- WikiMap